# المفوضية الأوروبية
المفوضية الأوروبية (بالإنجليزية: European Commission) وتعرف اختصاراً EC هي الفرع التنفيذي للاتحاد الأوروبي، والمسؤولة عن اقتراح التشريعات، وتنفيذ القرارات، وتأييد معاهدات الاتحاد الأوروبي وإدارة أعمال الاتحاد الأوروبي اليومية. يؤدي المفوضون القَسم أمام محكمة العدل الأوروبية بمدينة لوكسمبورغ، متعهدين باحترام المعاهدات وبالاستقلال التام في أداء واجباتهم أثناء فترة تفويضهم. يُرشح مجلس الاتحاد الأوروبي المفوضين، بناءً على اقتراحات قدمتها الحكومات الوطنية، ومن ثم يُعينون من قبل المجلس الأوروبي وذلك بعد موافقة البرلمان الأوروبي. من الدارج، وإن لم يكن شرطًا رسميًا، أن يكون المفوضون قد تقلدوا في السابق مناصب سياسية رفيعة، كأن يكونوا أعضاءً في البرلمان الأوروبي أو وزراء حكوميون.
تعمل مؤسسة الاتحاد الأوروبي هذه كحكومةٍ وزاريةٍ تضم 27 عضوًا (يُعرفون غير رسميًا باسم «المفوضون»). تتمثل كل دولة عضو بعضو واحد، لكن الأعضاء ملزمون بالقَسم الذي يقتضي منهم تمثيل المصلحة العامة للاتحاد الأوروبي ككل وليس مصلحة أوطانهم. يشغل أحد الأعضاء البالغ عددهم 27 منصب رئيس المفوضية الأوروبية (الرئيس الحالي أورسولا فون دير لاين) بعد أن يرشحه المجلس الأوروبي وينتخبه البرلمان الأوروبي. وفي الخطوة التالية، يُرشح مجلس الاتحاد الأوروبي الأعضاء الآخرين في المفوضية بالاتفاق مع الرئيس المُنتخب، ومن ثم يخضع الأعضاء ال 27 كهيئة واحدة للتصويت بالموافقة من قبل البرلمان الأوروبي. تُسمى المفوضية الحالية مفوضية فون دير لاين، التي تولت مهامها في ديسمبر 2019، بعد إجراء انتخابات البرلمان الأوروبي في شهر مايو من نفس السنة.
يُستخدم مُصطلح مفوضية (Commission) على نحوٍ متنوع، فإما أن يُستخدم بالمعنى الدقيق للدلالة على هيئة المفوضين (أو الهيئة) المكونة من 27 عضوًا أو أن يتسع ليشمل الهيئة الإدارية لنحو 32000 موظف مدني أوروبي موزعون على أقسامٍ تُسمى المديريات العامة والخدمات. تُعد الإنجليزية والألمانية والفرنسية اللفات الإجرائية في المفوضية. يتمركز أعضاء المفوضية و«مستشاريهم» (فرق العمل) بمبنى بيرلايمونت في إقليم بروكسل العاصمة.

## سلطات ومهام المفوضية الأوروبية
أُنشئت المفوضية في الأصل بهدف العمل كسلطة مستقلة متجاوزة للحدود القومية ومنفصلة عن الحكومات؛ فقد وُصفت على أنها «الهيئة الوحيدة التي تُدفع لها الأموال من أجل التفكير على نحوٍ أوروبي». يُقترح الأعضاء من قبل حكومات الدول الأعضاء الخاصة بهم، وبواقع عضو من كل دولة. غير أنهم ملزمين بالعمل باستقلالية-بعيدًا عن التأثيرات الأخرى مثل تلك الحكومات التي عينتهم. وهذا على عكس مجلس الاتحاد الأوروبي، الذي يمثل الحكومات، والبرلمان الأوروبي، الذي يمثل المواطنين، واللجنة الاقتصادية والاجتماعية الأوروبية، التي تمثل المجتمع المدني المنظم، واللجنة الأوروبية للأقاليم، التي تمثل السلطات المحلية والإقليمية.
بموجب المادة 17 من معاهدة الاتحاد الأوروبي، تقع العديد من المسؤوليات على عاتق المفوضية: كتطوير استراتيجيات متوسطة الأجل؛ وصياغة تشريعات والحكم في العملية التشريعية؛ وتمثيل الاتحاد الأوروبي في المفاوضات التجارية؛ ووضع القواعد واللوائح التنظيمية؛ على سبيل المثال في مجال السياسة المنافسة؛ ورسم ملامح ميزانية الاتحاد الأوروبي؛ والتدقيق في تنفيذ المعاهدات والتشريعات. يحدد النظام الداخلي للمفوضية الأوروبية عمل وتنظيم المفوضية.

### السلطة التنفيذية
قبل دخول معاهدة لشبونة حيز التنفيذ، كانت سلطة الاتحاد الأوروبي التنفيذية بيد المجلس: وهو من كان يمنح المفوضية حرية ممارسة مثل تلك السلطات. ولكن كان يُسمح للمجلس بسحب تلك الصلاحيات، أو ممارستها بنفسه، أو فرض شروط على استخدامها. تم تغيير هذا الجانب من خلال معاهدة لشبونة، إذ أصبحت المفوضية بعد توقيعها تمارس صلاحياتها بموجب المعاهدات. تُعد هذه الصلاحيات مقيدةً أكثر من معظم الجهات التنفيذية على مستوى الاتحاد الأوروبي، ويرجع ذلك إلى افتقار المفوضية للسلطة في مجالات مثل السياسة الخارجية- تلك السلطة منوطة بالمجلس الأوروبي، الذي وصفه بعض المحللين على أنه سلطة تنفيذية أخرى.
بالنظر إلى أنه بموجب معاهدة لشبونة، أصبح المجلس الأوروبي مؤسسة رسمية تمتلك سلطة تعيين المفوضية، فيمكن القول أن السلطة التنفيذية للاتحاد الأوروبي بيد هاتين الهيئتين (يتمتع المجلس الأوروبي أيضًا بسلطات تنفيذية وطنية فردية). ولكن حاليًا، فإن المفوضية هي التي تتمتع بسطاتٍ تنفيذيةٍ على الاتحاد الأوروبي. أصبحت سلطات المفوضية على المستوى الحكومي واسعةً جدًا بحيث أن البعض، من ضمنهم رئيس وزراء بلجيكا السابق جاي فيرهوفشتان، اقترحوا تغيير اسمها إلى «الحكومة الأوروبية»، واصفين اسم المفوضية الحالي بأنه «سخيف».

### المبادرة التشريعية
تختلف المفوضية عن غيرها من المؤسسات في أنها الوحيدة في الاتحاد الأوروبي التي تتمتع بالمبادرة التشريعية. إذ لا يمكن إلا للمفوضية تقديم اقتراحات رسمية بشأن التشريعات: فليس بمقدور المؤسسات الأخرى العمل في الفروع التشريعية. وبموجب معاهدة لشبونة، لا يُسمح بأي قانو ن تشريعي في مجال السياسة الخارجية والأمنية المشتركة للاتحاد الأوروبي. أما في المجالات الأخرى، فبمقدور المجلس والبرلمان طلب التشريعات؛ وتبادر اللجنة في معظم الحالات على أساس هذه الاقتراحات. صُمم هذا الاحتكار لضمان صياغة القانون الأوروبي بتنسيقٍ وإحكام. وقد واجه هذا الاحتكار تحديًا من البعض الذين يزعمون أن البرلمان يجب أن يحظى بهذا الحق كذلك، إذ أن معظم البرلمانات الوطنية تمتلك الحق في بعض النواحي. وبالرغم من ذلك، فمن حق المجلس والبرلمان الطلب من المفوضية صياغة تشريعات، وإن كانت المفوضية تمتلك السلطة التامة في رفض ذلك كما فعلت في عام 2008 بخصوص الاتفاقيات الجماعية العابرة للحدود الوطنية. وبموجب معاهدة لشبونة، يستطيع مواطنو الاتحاد الأوروبي أيضًا أن يطلبوا من المفوضية صياغة تشريعاتٍ في مجالٍ ما من خلال عريضة تحمل مليون توقيع، لكن ذا ليس ملزِمًا.

## مبادرات المفوضية الأوروبية

### مناهضة الإرهاب
وضعت المفوضية الأوروبية خطة عملٍ تهدف إلى تعزيز التأهب ضد المخاطر الأمنية النووية والإشعاعية والبيولوجية والكيميائية (سي بي آر إن) في إطار مجموعة التدابير لمكافحة الإرهاب التي أطلِقت في أكتوبر 2017. وفي الآونة الأخيرة، شهدت أوروبا زيادةً في مستوى تهديدات هجمات سي بي آر إن. وعليه فإن خطة التأهب التي وضعتها المفوضية الأوروبية تُعد ذات أهمية، كما قال ستيفن نيفيل جاتفيلد، مدير مركز التأهب والاستجابة لحالات الطوارئ في وكالة حماية الصحة بالمملكة المتحدة. وللمرة الأولى، ذكرت المفوضية الأوروبية أن التأهب الطبي ضد تهديدات هجمات إن بي آر إن يمثل أولويةً قصوى. «تُعد خطة عمل المفوضية الأوروبية (أي سي) الرامية إلى تعزيز الـتأهب ضد مخاطر أمن سي بي آر إن جزءًا من مجموعة التدابير ضد الإرهاب التي أطلِقت في أكتوبر 2017، وهي عبارة عن إستراتيجية تهدف إلى توفير حماية أفضل لأكثر من 511 مليون مواطن عبر 27 دولة عضو في الاتحاد الأوروبي.

### الاستجابة لجائحة كوفيد-19
نظمت المفوضية الأوروبية في 4 مايو 2020 مؤتمر فيديو شارك فيه زعماء العالم بهدف جمع الأموال لتطوير لقاح مضاد لفيروس كورونا. وجُمع 8 مليارات دولار أمريكي. رفضت الولايات المتحدة الانضمام إلى مؤتمر الفيديو هذا أو المساهمة بالأموال.

## موقع المفوضية
تتمركز المفوضية بشكل رئيسي في إقليم بروكسل العاصمة، حيث يقع مكتب الرئيس وغرفة اجتماعات المفوضية في الطابق 13 من مبنى بيرلايمونت. تعمل المفوضية كذلك في العديد من المباني الأخرى في إقليم بروكسل العاصمة ومدينة لوكسمبورغ. وعندما يجري البرلمان اجتماعًا في ستراسبورغ، يجتمع المفوضون أيضًا هناك بمبنى ونستون تشرشل لحضور مناقشات البرلمان. أضف إلى ذلك أن المفوضية الأوروبية لديها منشأة تدعمها في مدينة لقنت، بإسبانيا؛ وميونخ، بألمانيا؛ وفاريزي، بإيطاليا.

## المحكمة الأوروبية العليا
عندما ترى المفوضية الأوروبية عدم تطبيق إحدى الدول الأعضاء للقوانين الأساسية المتفق عليها في الاتحاد الأوروبي، فإن المفوضية توجه إلى حكومة تلك الدولة المخالفة، وتلفت نظرها إلى عدم توافق أحد تصرفاتها أو أحد قوانينها وتطلب منها تعديل الأمر . وعادة تسرع الدولة المخالفة بتعديل الأمر المخالف ليتمشى مع القوانين الأساسية المتفق عليها بين جميع الأعضاء. 

أما إذا لم تقوم الدولة المخالفة بسماع توجيهات المفوضية الأوروبية وتعديل موقفها، فإن المفوضية ترفع أمر تلك الدولة إلى المحكمة الأوروبية العليا للبت في أمرها .

## خلاف مع المجر
في مارس وأبريل من عام 2012 فحصت المفوضية الأوروبية تعديلات جديدة أجرتها الحكومة المنتخبة الجديدة في المجر (نتج عن الانتخابات في المجر عام 2012 تشكيل حكومة جديدة من الأحزاب اليمينية) ، تعديلات على قانونين يحتص أحدهما باستقلال القضاء والأخر باستقلال الوزير المختص بحفط البيانات الشخصية للمواطنين، ورأت المفوضية في ذلك القانونين الجديدين تقليصا لاستقلال القضاء في المجر، وكذلك تقليصا لعمل وزارة المحافظة على سرية البيانات الشخصية للمواطنين في المجر. فتوجهت المفوضية الأوروبية إلى الحكومة المجرية وسرت إليها المخالفات في تشريعها في هذين الأمرين وطلبت منها تعديل هذاين القانونين بحيث يتمشيا مع القوانين الأساسية المتفق عليها بين جميع أعضاء الاتحاد الأوروبي. 

حتى نهاية أبريل 2012 لم تبدِ حكومة المجر عزمها على تغيير ذلك القانونين، الشيء الذي اضطر المفوضية الأوروبية إلى رفع تلك المخالفات إلى المحكمة الأوروبية العليا للبت في شأن الحكومة المجرية الجديدة، وقد تقع عقوبات مادية على المجر في هذا الشأن حتى تغيير تلك القوانين المخالفة لقوانين الاتحاد الأوروبي.